# Choroby królików
Króliki są zwierzętami nieodpornymi na choroby. Dlatego istotne jest bardziej zapobieganie niż leczenie, które jest przeważnie trudne i nieopłacalne. Zwierzę podejrzane o chorobę najlepiej izolować i zdecydować o jego dalszym losie. Na fermach królików na ogół nie stosuje się leczenia. Tylko w przypadku bardzo cennych sztuk można podjąć leczenie pod nadzorem weterynarza. W razie jakichś dolegliwości królika zaleca się kontakt z lekarzem weterynarii (patrz: Zastrzeżenia dotyczące pojęć medycznych).

## Oznaki choroby
Następujące objawy mogą świadczyć o chorobie królika:
- brak apetytu
- apatyczność
- oczy matowe, mętne, bez blasku
- królik nie nadstawia uszu tak samo jak zwykle – kładzie je po sobie lub tylko nieznacznie podnosi
- sierść staje się matowa, a włosy zmierzwione
- temperatura ciała nie jest w granicach 38,5–39,5 °C

## Podział chorób
- Choroby zakaźne
  - choroby bakteryjne
  - choroby wirusowe
  - grzybice i mykotoksykozy
- Choroby inwazyjne
  - pasożyty zewnętrzne
  - pasożyty wewnętrzne
- Choroby niezakaźne
  - choroby układu pokarmowego
  - choroby układu moczowego i rozrodczego
  - choroby niedoborowe
  - zatrucia chemiczne i biologiczne

## Choroby królików

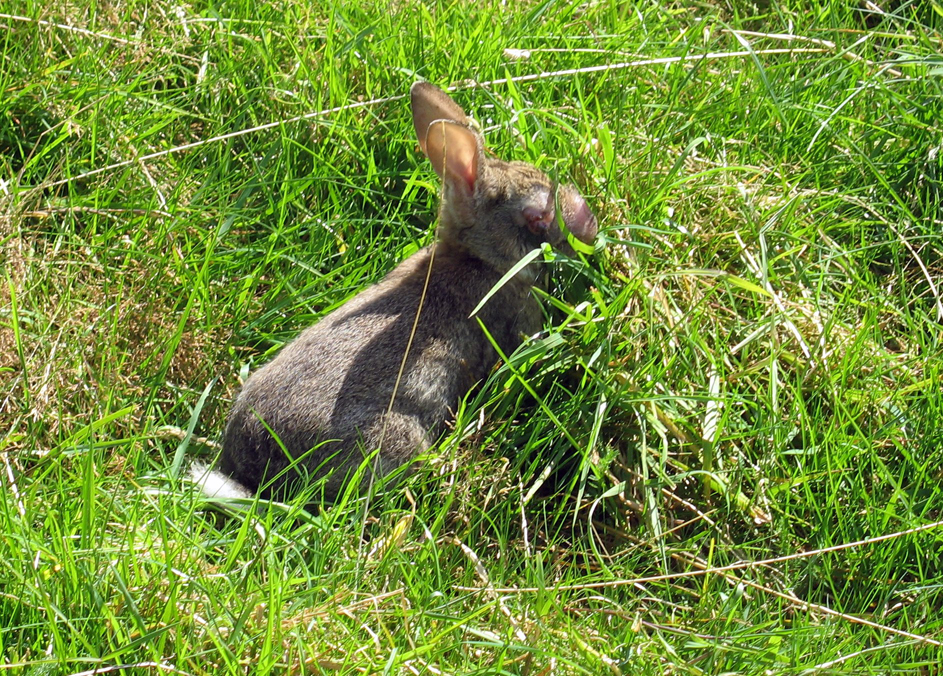
Królik zarażony myksomatozą

Poniżej znajduje się spis niektórych chorób oraz dolegliwości, na które zapadają króliki.

### Myksomatoza
Myksomatoza (łac. Myxomatosis cuniculi) to zakaźna, zaraźliwa, ciężka wirusowa choroba królików domowych i dzikich wywołana przez Leporipoxvirus (z rodziny pokswirusów). Wyjątkowo występuje u zajęcy. Charakterystyczne są miejscowe mezenchymalne obrzęki błony podśluzowej i tkanki podskórnej. Poraża układ nerwowy.

### Pomór królików
Wirusowa krwotoczna choroba królików (RHD) – choroba krwotoczna królików, wybitnie zaraźliwa, wywołana przez wirus z rodziny kaliciwirusów – viral haemorrhagic disease (VHD). Jest to wirus łatwo przenoszący się z jednego osobnika na drugiego. Może dojść do zakażenia w kontakcie bezpośrednim lub poprzez przedmioty na których znajduje się wirus. Choroba ta jest zwana potocznie krwotoczną chorobą królików lub chińskim pomorem królików, ponieważ po raz pierwszy opisaną ją w Chinach w 1984 roku. Do Polski dotarła na przełomie 1986 i 1987.

### Udar słoneczny

#### Objawy i zapobieganie
U królików choroba objawia się przekrwieniem peryferyjnych naczyń krwionośnych, szybkim i płytkim oddechem, przegrzaniem (temp. w odbycie powyżej 41 °C), sinicą, drgawkami, spadkiem ilości przyjmowanego pokarmu, wzrostem ilość pitej wody (choć nie zawsze). Aby zapobiegać chorobie należy królikowi zawsze zapewnić dostęp do zacienionego, przewiewnego miejsca oraz dostęp do wody pitnej.

#### Postępowanie
W przypadku wystąpienia objawów w czasie upałów przenosi się zwierzę do chłodniejszego miejsca, podaje się dużo wody i chroni przed nasłonecznieniem. Tułów i głowę obkłada się wilgotnymi okładami. Podaje się leki antywstrząsowe, wodę oraz chroni się zwierzę przed słońcem.

### Biegunka
Biegunka u królików pojawia się ona często w krótkim czasie po karmieniu, jednak przy nadmiarze chlorku sodu (soli kuchennej) w organizmie objawy mogą rozwijać się powoli.

#### Przyczyny i zapobieganie
Najczęstszą przyczyną, szczególnie u młodych królików, jest nagła zmiana żywienia, podawanie pokarmów odpadowych (odpady roślin okopowych, liście kapusty, zmiotki zbóż), karmy zmarzniętej lub zmrożonej. W celach profilaktyki należy unikać ww. składników pokarmowych w diecie królika. Inną przyczyną może być również zimno, przeciąg lub stres.

#### Leczenie
Należy wyeliminować z diety te składniki pokarmowe które mogą powodować biegunkę. Podaje się pokarmy lekkostrawne, bogate w witaminy oraz dużo wody. Dietę należy stosować przez kilka dni. Królika należy trzymać w warunkach optymalnych z zapewnieniem spokoju. Stosuje się antybiotyki, w przypadku podejrzenia biegunek na tle pasożytniczym, leki zwalczające robaczyce.

### Wzdęcie
Wzdęcie (stgr. τύμπανο) – schorzenie spowodowane obecnością nadmiernej ilości gazów w jelitach.

#### Przyczyny, objawy i zapobieganie
Wzdęcie powodowane jest przez fermentację wewnątrzjelitową. Może do niej dojść wskutek karmienia paszami silnie fermentującymi (świeża kapusta, buraki, rzepik, zwiędnięta zielonka, kukurydza) lub paszami nieświeżymi (gnijące rośliny okopowe). Zwierzę staje się osowiałe, nieruchliwe, powłoki brzuszne są znacznie powiększone i napięte. Dotykiem wyczuwa się duże ilości nagromadzonych gazów w żołądku i jelitach, a przy opukiwaniu palcem brzucha słychać odgłos bębenkowy. Błona śluzowa nosa i jamy gębowej jest wilgotniejsza, niż zwykle.

#### Leczenie
Po wystąpieniu objawów wykonuje się masaż brzucha. Królika karmimy samym sianem do ustąpienia objawów wzdęcia, do picia podajemy jak zwykle świeżą wodę. Potrzebna jest konsultacja z lekarzem weterynarii znającym się na leczeniu królików i podanie leków przeciw fermentacyjnych.

### Zaparcie
Zaparcie (nazwy potoczne: zatwardzenie, obstrukcja) to utrudnione lub zbyt rzadkie oddawanie stolca. Zaparcia pojawiają się bardzo często u królików.

#### Przyczyny, objawy i zapobieganie
Objawami są:
- brak apetytu
- niechęć do ruchu
- rzadkie oddawanie kału, który często pokryty jest śluzem
- przyspieszony oddech
- wzrost temperatury ciała
- powiększone powłoki brzuszne
- napinanie się zwierzęcia chcącego oddać kał
- przy długotrwałym stanie: drgawki, zaburzenia neurologiczne

Przyczynami tego stanu jest karmienie suchymi i trudnostrawnymi paszami o dużej zawartości włókna surowego, przy jednocześnie ograniczonym dostępie do wody. Inne przyczyny to:
- nagromadzenie w jelitach kul włosów,
- zaburzenia trawienia i motoryki przewodu pokarmowego.

#### Leczenie
Zwierzę nawadnia się, poddaje głodówce. Stosuje się łagodne środki przeczyszczające.

### Wada zgryzu
Wady zgryzu są powszechnym problemem wśród królików.

#### Przyczyny, objawy i zapobieganie
Wada zgryzu może być spowodowana uwarunkowaniami genetycznymi lub złym żywieniem. Przy prawidłowym zgryzie siekacze górnej szczęki zachodzą na siekacze dolne, dzięki czemu ścierają się. Jeśli tak nie jest to może dość do przerostu siekaczy. Siekacze górnej szczęki zakrzywiają się wtedy do środka, a dolnej – wyrastają poza pysk zwierzęcia. Jeśli jest to wada genetyczna – nie można temu zapobiec. Czasami może się zdarzyć, że trzonowce są uszkodzone. Objawy wskazujące na problemy z zębami trzonowymi to: zlepione śliną futro w kącikach pyska oraz ruchy szczęki, takie jakby królik cały czas coś żuł.

#### Postępowanie
Jeśli zwierzę ma wadę genetyczną to trzeba zabierać je co 6-8 tygodni do lekarza weterynarii na zabieg podcięcia zębów. Królików, u których stwierdzi się wadę genetyczną, nie powinno się rozmnażać.

### Chejletieloza (łupież wędrujący)
Chejletieloza to choroba skóry wywołana przez pasożyty cheiletiella parasitovorax i Listrophorus gibbus, które mogą bytować na zwierzęciu bez wywoływania objawów. Pasożyt uaktywnia się, gdy królik ma obniżoną odporność. Chorobę można rozpoznać po śladach na naskórku przypominających świąd oraz łupieżu w postaci białych drobinek na futrze.
Zapobieganie
Zapobieganie nawrotom choroby polega na utrzymaniu higieny królika oraz jego otoczenia oraz dostarczaniu zbilansowanej diety bogatej w witaminy D i B, które wzmacniają odporność królika.
Leczenie, postępowanie
Leczenie wymaga interwencji lekarza weterynarii, który poda środki przeciwgrzybicze i zaleci dalsze postępowanie.

### Szok
Szok – silna emocja, wstrząs psychiczny, wywołane jakimś gwałtownym przeżyciem.

#### Przyczyny, objawy i zapobieganie
Szok może wywołać praktycznie każda rzecz, która przestraszy królika. Przestraszony królik zaczyna szukać bezpiecznego miejsca, piszczy głośno lub przyciska się płasko do podłoża. Kiedy mija zagrożenie, zwierzę może dostać szoku. Objawia się on „unieruchomieniem”, rozszerzonymi źrenicami, chwilowym wytrzeszczem oczu, trzęsieniem się ciała.

#### Postępowanie
Zapewnia się królikowi absolutny spokój w izolowanym miejscu. Stosuje się również leki uspokajające.

### Ropień
Ropień (łac. abscessus) – ostro odgraniczone zbiorowisko ropy w przestrzeni tkankowej, dające objawy bólowe. Oddzielone jest ono ścianką od zdrowych tkanek. U królików najczęściej wywołane przez takie bakterie, jak: Pasteurella multocida, Pseudomonas sp., gronkowca, paciorkowca lub przez bakterie beztlenowe.
Ropnie mogą się tworzyć we wszystkich tkankach organizmu. Ropa królików jest bardzo gęsta (zbliżona do konsystencji pasty). Ropnie są trudne do leczenia i najczęściej wymagają leczenia chirurgicznego.